# Lérigneux
Lérigneux é uma comuna francesa na região administrativa de Auvérnia-Ródano-Alpes, no departamento de Loire. Estende-se por uma área de 9,76 km². Em 2010 a comuna tinha 152 habitantes (densidade: 15,6 hab./km²).